# Asthenes dorbignyi
El canastero rojizo (en Argentina y Bolivia) (Asthenes dorbignyi), también denominado piscuiz rojizo, canastero del norte (en Chile) o canastero de pecho cremoso (en Perú), es una especie de ave paseriforme de la familia Furnariidae, perteneciente al género Asthenes. Algunos autores sostienen que la presente se trata de más de una especie. Es nativa de la región andina del centro oeste de Sudamérica.

## Distribución y hábitat

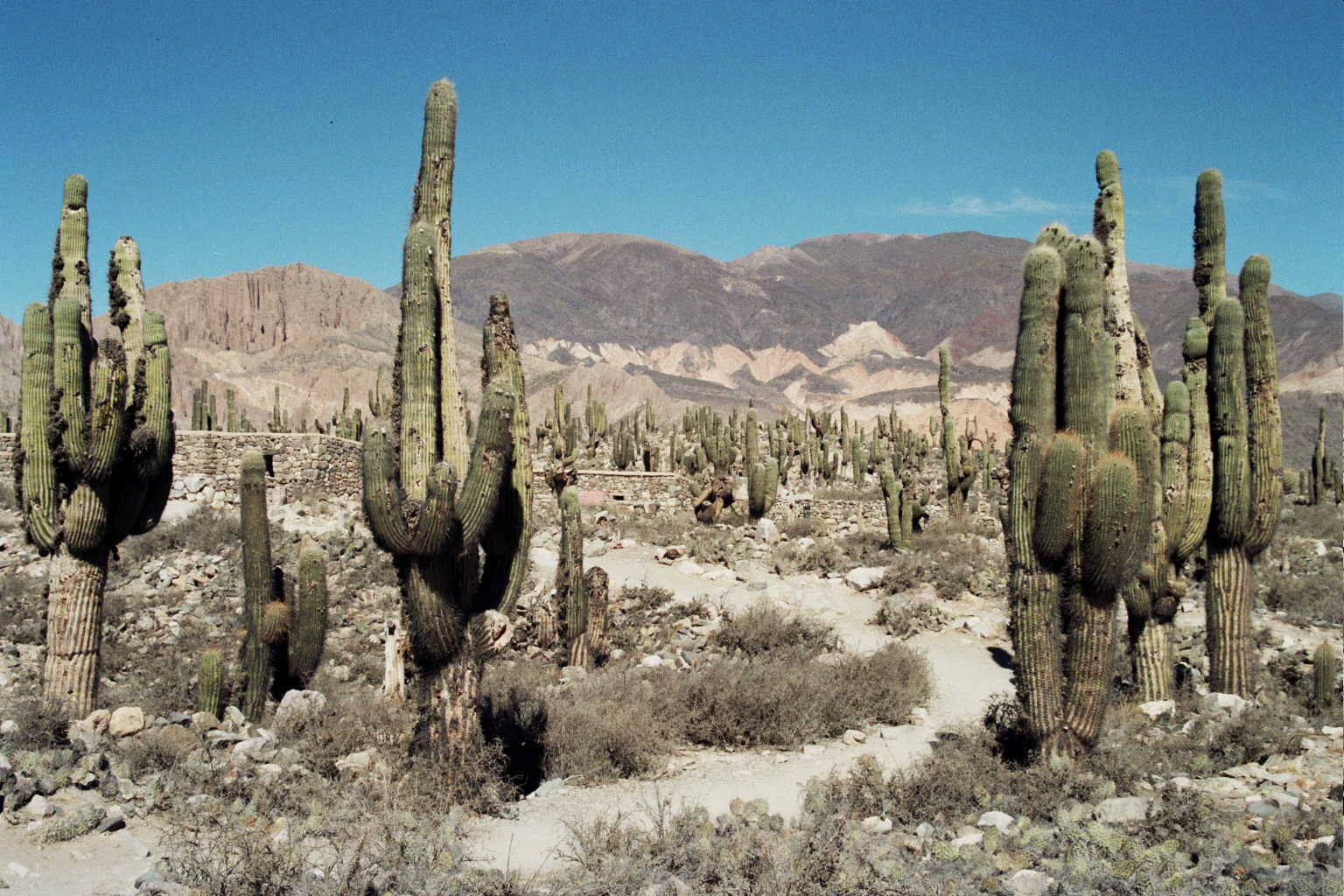
Formación típica de altura en Tilcara, Jujuy, Argentina, ejemplo de hábitat de la especie.

Se distribuye a lo largo de los Andes desde el oeste de Perú, por Bolivia, hasta el extremo norte de Chile y el centro este de Argentina.
Esta especie es considerada bastante común en una variedad de hábitats naturales, que incluyen matorrales áridos y arbustos dispersos, especialmente en quebradas donde hay presencia de cactus columnares, y también en bosques dominados por Polylepis. Entre los 2500 y 4800 m de altitud.

## Descripción
El canastero rojizo mide una media de 16,5 cm de largo. Tiene las partes superiores pardo grisáceas o pardo rojizas, generalmente con el obispillo pardo rojizo, mientras que las partes inferiores son de color arena claro o blanquecinas, con una mancha parda en la garganta. Su cola es negruzca, aunque con las réctrices exteriores rojizas, crema o blanquecinas.

## Sistemática

### Descripción original
La especie A. dorbignyi fue descrita por primera vez por el naturalista alemán Ludwig Reichenbach en 1853 bajo el nombre científico Bathmidura dorbignyi; su localidad tipo es: «Palca, Cochabamba, Bolivia».

### Etimología
El nombre genérico femenino «Asthenes» deriva del término griego «ασθενης asthenēs»: insignificante; y el nombre de la especie «dorbignyi», conmemora al naturalista francés Alcide d'Orbigny (1802 – 1857).

### Taxonomía
Las subespecies A. dorbignyi arequipae y A. dorbignyi huancavelicae son reconocidas como especies separadas de la presente, el canastero de Arequipa (Asthenes arequipae) y el canastero de Huancavelica (Asthenes huancavelicae) respectivamente, por el Congreso Ornitológico Internacional (IOC), Aves del Mundo (HBW) y Birdlife International (BLI) siguiendo a varios autores, como Ridgely & Tudor (2009) y Fjeldså & Krabbe (1990). Sin embargo, la Propuesta N° 27 al Comité de Clasificación de Sudamérica (SACC), proponiendo su separación se encuentra pendiente de aprobación aguardando más datos. Adicionalmente, HBW y BLI también reconocen a la subespecie A. dorbigny usheri como especie separada de la presente, el canastero coliblanco (Asthenes usheri), con base en diferencias morfológicas y de vocalización.
Parece ser más cercana a Asthenes baeri y a A. berlepschi,  y tal vez sea conespecífica con esta última.

### Subespecies
Según las clasificación Clements Checklist v.2019, se reconocen cinco subespecies, con su correspondiente distribución geográfica:
- Grupo politípico dorbignyi/consobrina:[8]
  - Asthenes dorbignyi consobrina Hellmayr, 1925 – Andes del suroeste de Bolivia (sureste de La Paz, noreste de Oruro, norte de Potosí).
  - Asthenes dorbignyi dorbignyi (Reichenbach, 1853) – Andes del centro y sur de Bolivia (Cochabamba hacia el sur hasta el este de Potosí y Tarija) y noroeste y centro oeste de Argentina (Jujuy al sur hasta Mendoza).

- Grupo monotípico arequipae:[12]
  - Asthenes dorbignyi arequipae (P.L. Sclater & Salvin, 1869) – pendiente occidental de los Andes del suroeste de Perú (Lima hacia el sur hasta Tacna y sur de Puno), norte de Chile (Tarapacá) y oeste de Bolivia (suroeste de La Paz, noroeste de Oruro).

- Grupo monotípico usheri:
  - Asthenes dorbignyi usheri Morrison, 1847 – Andes del centro sur de Perú (cuencas de los ríos Pampas y alto Apurímac).[16]

- Grupo monotípico huancavelicae:
  - Asthenes dorbignyi huancavelicae Morrison, 1838 – Andes del oeste y centro sur de Perú (localmente en Áncash, también en Huancavelica y Ayacucho).[13]